# 籠の中の乙女
『籠の中の乙女』（かごのなかのおとめ、ギリシア語: Κυνόδοντας、英語: Dogtooth ;「犬歯」）は、2009年のギリシャのドラマ映画。監督はヨルゴス・ランティモス。
第62回カンヌ国際映画祭で上映され、ある視点賞を受賞したほか、第83回アカデミー賞外国語映画賞にノミネートされた。

## ストーリー
ギリシャのとある裕福な家庭の父母は、3人の子供たちを家から一歩も外出させず、社会から隔絶させて育てていた。子供たちに名前すら付けず、外の世界は恐ろしいと洗脳し、さらに外の世界に関わる言葉については嘘の意味を教えるなど徹底した管理の中、父親は母親を含めた家族全員に対して絶対的な地位に君臨していた。
やがて思春期を迎えた長男の性欲を処理させるため、父親は女を雇うことにする。その女として選ばれたクリスティーナは長男との関係に飽き足らず、長女にまで手を出す。一方、性に目覚めた3人の子供たちは無邪気に性的な関係を結ぶようになる。
クリスティーナに性的な関係を求められている長女は、その代償としてクリスティーナが持っていたビデオテープを手に入れると、録画された内容から外の世界に興味を抱くようになる。ビデオテープの存在を知った父親は長女を激しく折檻し、さらにクリスティーナの家まで行って彼女をビデオデッキで叩きのめすと、呪いの言葉とともにクビにする。
両親の結婚記念日を祝った夜、長女はかねてより両親から言われていた「犬歯が生え変わったら外の世界に出られる」との言葉を信じ、嬉々として自ら犬歯を折ると、父親の車のトランクに隠れる。長女の姿が消えたことで慌てた家族だったが、諦めた父親は翌朝、長女がトランクに入ったままの車で仕事に出かける。父親の職場の駐車場に止められた車のトランクが大写しにされ続け、何も変化を見せないまま物語は終了する。

## キャスト
- 父 - クリストス・ステルギオグル（英語版）
- 母 - ミシェル・ヴァレイ（スウェーデン語版）
- 長女 - アンゲリキ・パプーリァ（英語版）
- 次女 - マリー・ツォニ（英語版）
- 長男 - クリストス・パサリス（ドイツ語版）
- クリスティーナ - アンナ・カレジドゥ（ギリシア語版）

## 受賞とノミネート
| 賞                           | 部門         | 候補             | 結果       |
| ---------------------------- | ------------ | ---------------- | ---------- |
| アカデミー賞                 | 外国語映画賞 | 『籠の中の乙女』 | ノミネート |
| 英国インディペンデント映画賞 | 外国映画賞   | 『籠の中の乙女』 | ノミネート |
| オンライン映画批評家協会賞   | 外国語映画賞 | 『籠の中の乙女』 | ノミネート |
| カンヌ国際映画祭             | ある視点     | 『籠の中の乙女』 | 受賞       |